# Siège de Casal (1630)
Pour les articles homonymes, voir Casal et Siège de Casal.
Guerre de Succession de Mantoue
Guerre de Trente Ans
Batailles
Le siège de Casal, également écrit siège de Casale, qui s'est déroulé pendant la guerre de Trente Ans, oppose les troupes espagnoles commandées par le général Ambrogio Spinola et les troupes françaises du général Jean de Saint-Bonnet de Toiras.

## Contexte historique
Après avoir fait lever le siège de Casal, Louis XIII laisse, le 11 mai 1629 le général de Toiras à Casale.
En septembre 1629, le général Spinola ayant repris les hostilités dans la vallée du Pô, la reprise de la guerre est décidée.
En décembre, une armée de secours commandée par le maréchal de La Force est envoyée dans le Montferrat. 
Le 22 mars 1630 les troupes du maréchal de Créqui prennent Turin ainsi que Pignerol le 29 mars.

## Le siège
Le 23 mai, Casal est investi par les troupes espagnoles de Spinola que le marquis de de Toiras défendit. 

Les approches de la ville sont longtemps disputées.
Spinola ouvre la tranchée, creuse des mines pour renverser ses murailles. Dans une orgie, des officiers français se proposent d'aller danser sur une demi-lune, d'y boire à la santé de tous les princes chrétiens, et de finir par celle de Spinola, commandant des assiégeants. L'invitation est reçue avec acclamation : on part; une trompette et une vielle jouée par un aveugle, servent de violons. Pendant que ces débauchés s'amusent sur la batterie, les Espagnols mettent le feu à un fourneau de mine préparé sous cette demi-lune. Douze danseurs sautent avec la tour, les autres sont enterrés sous les décombres; tous perdent la vie. Spinola s'avance aussitôt pour profiter de la brèche ; mais Thoiras se défend avec tant d'habileté, il est si bien secondé par sa garnison, que les Espagnols sont repoussés.
Chaque jour Thoiras fait des sorties, chaque jour il emploie, pour se défendre, des inventions nouvelles.

Le 4 septembre, une trêve suspend d'abord ce siège devant expirer le 15 octobre. Dès que les hostilités ont cessé, Thoiras s'empresse d'aller visiter Spinola, mourant dans un château voisin. Celui-ci meurt le 23 septembre et est remplacé par le marquis de Sainte-Croix.
Le 26 octobre, alors que les renforts français, commandés par le maréchal de Schomberg, s'apprêtent à affronter les Espagnols, Mazarin, agissant au nom du Pape, lance son cheval au galop entre les deux armées, et agitant son chapeau, crie : « Pace ! Pace ! ». Cette intervention empêche la bataille.
Après ce « coup » de Casale, Mazarin obtient un accord réglant la succession de Mantoue. Conformément à la signature, la ville et le château sont remis aux troupes espagnoles.